# ロムアルツ・ヤルマクス
ロムアルツ・ヤルマクス（Romualds Jermaks, 1931年6月10日 - ）は、ラトビアのオルガン奏者、作曲家。

## 略歴
ラトビアダグダのシキャウネ(Šķaune)生まれ。オルガン奏者の父から手ほどきを受け、エミール・ダルジニス記念ラトビア音楽アカデミー(Jāzeps Mediņš College of Music)を卒業。
主にオルガンや歌のための作品を発表している。

## 作品
- Rīgas ainavas  （オルガンのための『リガの風景』）
- Two Latvian folk song arrangements for organ『オルガンのための『ラトビア民謡』
- オルガン組曲『惑星』

## 参照サイト
- MUSICA BALTICA ; Composers